# Machová
Machová (deutsch Machowa) ist eine Gemeinde in Tschechien. Sie liegt fünf Kilometer nördlich von Otrokovice und gehört zum Okres Zlín.

## Geographie
Machová befindet sich in den westlichen Ausläufern des Wisowitzer Berglandes am Übergang zur Obermährischen Senke (Hornomoravský úval) über der Quellmulde des Baches Machovka. Nördlich erhebt sich die Křemenná (314 m), im Nordosten der Široky (245 m), östlich der Holý kopec (313 m) und die Korbele (281 m), im Südwesten die Hrabůvka (270 m). Zwei Kilometer westlich des Dorfes verläuft die Schnellstraße R 55 zwischen Otrokovice und Hulín.
Nachbarorte sind Míškovice im Norden, Lechotice im Nordosten, Mysločovice im Osten, Sazovice im Südosten, Buňov, Terezov und Otrokovice im Süden, Peškov, Skály, Bahňák und Kvasice im Südwesten, Tlumačov im Westen sowie Záhlinice, Chrášťany und Kurovice im Nordwesten.

## Geschichte
Die erste schriftliche Erwähnung des zur Herrschaft Količín gehörigen Dorfes Machowalhota erfolgte 1397, als nach dem Tode von Peter Holický von Sternberg dessen Erben Peter von Krawarn und Marquart von Sternberg die Burg Količín mit den Dörfern Blazice, Hostišová, Količín, Lechotice, Machowalhota, Markov, Meziříčí, Míškovice, Mysločovice, Racková, Sazovice, Siročý und Žeranovice an die Brüder Zdenko und Jesko Lukovský von Sternberg verkauften. Zu den nachfolgenden Besitzern gehörten die Herren von Morkowitz. 1464 kaufte Prokop Podstatský von Prusinowitz die Herrschaft. Im Jahre 1525 wurde der Hof Machowsky erwähnt. 1588 erwarb Jacob Woysky von Bochdanczowitz durch Heirat mit Johanna Podstatský von Prusinowitz den Besitz. Aus dem Jahre 1589 ist der Ortsname Machowan und von 1675 Machowa überliefert. Zu Beginn des 17. Jahrhunderts bestand das Dorf aus 16 Anwesen. Jacob Woyskys Söhne Friedrich und Karl beteiligten sich am Mährischen Ständeaufstand. Nach der Schlacht am Weißen Berg wurde 1622 ihr Gut Wessely konfisziert. Ihnen verblieb Količín, das sie jedoch 1654 an Johann Anton von Rottal verkauften, der das Gut mit der Herrschaft Holešov vereinte. Im Hufenregister von 1673 sind nur noch zwölf bewohnte Anwesen in Machová verzeichnet. 1747 ließ Franz Anton von Rottal auf dem Grund von Jakub Václavík eine Erbvogtei errichten. Im Jahre 1749 bestand Machová aus 17 Häusern. Nach dem Erlöschen des Geschlechts von Rottal erbten 1762 die Grafen von Würben die Herrschaft. Das älteste Ortssiegel im Josephinischen Kataster von 1786 bis 1790 zeigt ein Ährenbündel. Ab 1801 wurde ein neues Siegel verwendet, das den Erzengel Michael mit dem angeketteten Teufel darstellt. Bis zur Mitte des 19. Jahrhunderts blieb der Ort nach Holešov untertänig.
Nach der Aufhebung der Patrimonialherrschaften bildete Machowa / Lhota Machowa ab 1850 eine Gemeinde in der Bezirkshauptmannschaft Holešov. Die Bewohner lebten vornehmlich von der Landwirtschaft. Der heutige Ortsname Machová wird seit 1881 verwendet. Zwischen den beiden Weltkriegen fand ein Teil der Männer des Dorfes im Steinkalkbruch an der Křemenná der Zementfabrik Tlumačov Arbeit. Andere arbeiteten im Staatshengstdepot Tlumačov oder auf den Höfen Terezov und Skály. Seit Beginn der 1930er wurde der Baťa-Konzern mit den Werken in Zlín und Otrokovice zum Hauptarbeitgeber für die Bewohner des Ortes. Während der deutschen Besetzung war Machowa kurzzeitig dem Bezirk Kremsier zugeordnet. Ab 1950 gehörte die Gemeinde zum Okres Gottwaldov-okolí und ab 1960 zum Okres Gottwaldov, der seit 1990 wieder den Namen Okres Zlín trägt. Zwischen 1961 und 1968 wurde Machová mit Mysločovice zu einer Gemeinde Mysločovice-Machová zusammengeschlossen.
Ethnographisch gehört das Dorf zur Mähren, seine Bewohner sprechen die osthannakische Mundart.

## Ortsgliederung
Für die Gemeinde Machová sind keine Ortsteile ausgewiesen.

## Sehenswürdigkeiten
- Glockenturm des Erzengels Michael in der Ortsmitte, er wurde 1994 abgebrochen und originalgetreu wiederaufgebaut
- Marienstatue an der Ortsgrenze zu Mysločovice, errichtet 1888
- Drei Wegkreuze
- Naturreservat Kurovický lom, ehemaliger Kalkbruch an der Křemenná, nordwestlich des Dorfes